# Betrieb (Betriebsverfassungsrecht)
Der Betrieb im Sinne des Betriebsverfassungsrecht ist in den §§ 1, 3 und 4 BetrVG geregelt. Er ist im Ausgangspunkt die maßgebliche Einheit für die Repräsentation der Arbeitnehmer durch einen Betriebsrat.
Der Begriff des Betriebes oder Betriebsteils ist unter anderem nach dem jeweiligen Normzweck zu bestimmen. Der betriebsverfassungsrechtliche Begriff des Betriebes oder Betriebsteiles muss deshalb nicht mit dem im Sinne des Kündigungsschutzgesetzes (KSchG) oder § 613a BGB (Betriebs(teil)übergang) übereinstimmen.

## Materielles Organisationsrecht

### Gesetzliche Ordnung (§§ 1, 4 BetrVG)

#### Übersicht
Das Betriebsverfassungsrecht des BetrVG definiert den Ausdruck „Betrieb“ nicht, sondern setzt ihn voraus. Traditionell unterscheidet man zwischen einem „Betrieb“ und einem „Unternehmen“. Man spricht davon, dass das BetrVG grundsätzlich „betriebsbezogen“ und nicht unternehmensbezogen sei. Der Normalfall ist der selbständige Betrieb eines Unternehmens i. S. d. § 1 Abs. 1 Satz 1 BetrVG. Ein Unternehmen, d. h. der Rechtsträger, kann mehrere Betriebe oder nur einen Betrieb i. S. d. § 1 Abs. 1 Satz 1 BetrVG haben. Ausnahmsweise wird von einem gemeinsamen Betrieb mehrerer Unternehmen ausgegangen, d. h. von einer betriebsratsfähigen unternehmensübergreifenden Betrieb (§ 1 Abs. 2 BetrVG).
Ziel des Organisationsrecht des BetrVG ist es, dass jeder Arbeitnehmer möglichst von einem Betriebsrat vertreten ist beziehungsweise sein kann. Nach § 4 Abs. 2 BetrVG werden an sich selbständige Betriebe, die nicht genügend Arbeitnehmer beschäftigen, um einen Betriebsrat wählen zu können (nicht betriebsratsfähig sind), dem Hauptbetrieb zugeordnet (Kleinstbetrieb). Betriebsteile sind einem selbständigen Betrieb i. S. d. § 1 Abs. 1 Satz 1 BetrVG zugeordnet. Ausnahmsweise gelten Betriebsteile selbst als selbständige Betriebe (Fiktion), wenn sie die betriebsratsfähige Betriebsteile i. S. d. § 4 Abs. 1 Satz 1 BetrVG sind (einfache Betriebsteile) und entweder „räumlich weit entfernt vom Hauptbetrieb“ (§ 4 Abs. 1 Satz 1 Nr. 1 BetrVG) oder „durch Aufgabenbereich und Organisation eigenständig sind“ (§ 4 Abs. 1 Satz 1 Nr. 2 BetrVG) (qualifizierte Betriebsteile). In qualifizierten Betriebsteilen i. S. d. § 4 Abs. 1 Satz 1 BetrVG kann die Belegschaft gemäß § 4 Abs. 1 Satz 2-5 BetrVG aber auch beschließen, an der Wahl des Betriebsrats des Hauptbetriebes teilzunehmen. Nebenbetriebe, die bis 2001 nach § 4 Satz 2 BetrVG eine Rolle spielten, „gibt es nicht mehr“, d. h. sind, wenn nicht betriebsratsfähig, ein Hauptfall eines Kleinstbetriebes i. S. d. § 4 Abs. 2 BetrVG.

#### Der selbständige Betrieb im Normalfall (§ 1 Abs. 1 Satz 1 BetrVG)
Das BetrVG definiert den Begriff des Betriebes nicht. In der Wissenschaft ist er umstritten. In der Praxis ist die Rechtsprechung des Bundesarbeitsgerichts (BAG) maßgeblich:
„Nach ständiger Rechtsprechung des BAG ist ein Betrieb i. S. des § 1 I 1 BetrVG eine organisatorische Einheit, innerhalb derer der Arbeitgeber zusammen mit den von ihm beschäftigten Arbeitnehmern bestimmte arbeitstechnische Zwecke fortgesetzt verfolgt.“
Nicht eine räumliche Einheit oder Nähe ist maßgeblich, sondern das Vorhandensein eines einheitlichen Leitungsapparats ist die wesentliche Voraussetzung dafür, dass ein selbständiger Betrieb vorliegt. Die einheitliche Leitung muss sich insbesondere auf die wesentlichen Funktionen des Arbeitgebers in sozialen und personellen Angelegenheiten beziehen.
- Beispiel: Unterhält ein Arbeitgeber mehrere, zwar jeweils nur mit 5 oder weniger Angestellte besetzte, aber einheitlich und zentral gelenkte Verkaufsstellen, so ist nicht schon die einzelne Verkaufsstelle, sondern erst die Gesamtheit aller Verkaufsstellen zusammen mit der zentralen Verwaltungsstelle ein „Betrieb“ i. S. d. Kündigungsschutzgesetz.[3]

#### Der gemeinsame Betrieb mehrerer Unternehmen (§ 1 Abs. 1 Satz 2, § 1 Abs. 2 BetrVG)
Nach dem BetrVG besteht auch die Möglichkeit, dass ein Betrieb i. S. d. BetrVG sich über mehrere Unternehmen erstreckt, d. h., mehrere Unternehmen einen einzigen Betrieb gemeinsam leiten. Statt von einem gemeinsamen Betrieb spricht man synonym auch von gemeinschaftlicher Betrieb oder Gemeinschaftsbetrieb.
„Nach ständiger Rechtsprechung des Bundesarbeitsgerichts … ist von einem gemeinsamen Betrieb mehrerer Unternehmen auszugehen, wenn die in einer Betriebsstätte vorhandenen materiellen und immateriellen Betriebsmittel für einen einheitlichen arbeitstechnischen Zweck zusammengefasst, geordnet und gezielt eingesetzt werden und der Einsatz der menschlichen Arbeitskraft von einem einheitlichen Leitungsapparat gesteuert wird. Dazu müssen sich die beteiligten Unternehmen zumindest stillschweigend zu einer gemeinsamen Führung rechtlich verbunden haben. Diese einheitliche Leitung muss sich auf die wesentlichen Funktionen eines Arbeitgebers in sozialen und personellen Angelegenheiten erstrecken. Zu den wesentlichen, betriebsverfassungsrechtlich relevanten Entscheidungen eines Arbeitgebers gehören z. B. Einstellungen, Entlassungen, Versetzungen oder die Anordnung von Überstunden“.

#### Betriebsteile im Sinne des § 4 Abs. 1 BetrVG

##### Fiktion eines selbständigen Betriebes
§ 4 Abs. 1 BetrVG fingiert unter bestimmten Voraussetzungen, dass ein bloßer Betriebsteil als selbständiger Betrieb gilt. Dazu muss (1) ein Betriebsteil vorliegen, der (2) betriebsratsfähig ist und (3) die Qualifikationsvoraussetzungen des § 4 Abs. 1 Satz 1 Nr. 1 oder Nr. 2 BetrVG erfüllt. Die Regelung wird als in der Praxis kaum handhabbar kritisiert.

##### Betriebsteil(einfacher Betriebsteil)
Ein Betriebsteil i. S. d. § 4 Abs. 1 Satz 1 BetrVG muss „ein Mindestmaß an organisatorischer Selbstständigkeit gegenüber dem Hauptbetrieb“.
Diese liegt vor, wenn „in der Einheit wenigstens eine Person mit Leitungmacht vorhanden ist, die überhaupt Weisungensrechte des AGs ausübt“.
Ausreichen kann (je im Einzelfall):
- eine „Teamleiterin“;[8]
- eine „weisungsbefugte Büroleiterin“;[9]
- ein „Einrichtungsleiter“;[10]
- der „Leiter eines Regionalbüros“;[11]
- der „regionale Gebietsleiter“;[12]
- „Inspektoren“.[13]

##### Betriebsratsfähigkeit
Ein Betriebsteil wird nur dann als selbständiger Betrieb fingiert, wenn er betriebsratsfähig ist, d. h., die Voraussetzungen der Wahl eines Betriebsrats selbst erfüllt.

##### Qualifikation
Ein betriebsratsfähiger Betriebsteil muss entweder „räumlich weit vom Hauptbetrieb entfernt“ (§ 4 Abs. 1 Satz 1 Nr. 1 BetrVG) oder „durch Aufgabenbereich und Organisation eigenständig“ (§ 4 Abs. 1 Satz 1 Nr. 2 BetrVG) sein. Es muss nur eine der beiden Qualifikationen vorliegen. Es können auch beide vorliegen.

##### Räumlich weite Entfernung vom Hauptbetrieb (§ 4 Abs. 1 Satz 1 Nr. 1 BetrVG)
Wann ein Betriebsteil „räumlich weit“ vom Hauptbetrieb entfernt ist, ist eine Einzelfallfrage. Sie hängt nicht von der konkreten Entfernung in km, auch nicht von den Kommunikationsmöglichkeiten, sondern von der Erreichbarkeit des Hauptbetriebes mit öffentlichen Verkehrsmitteln – nicht des Betriebsratsbüros
– ab: „Betriebsteile sind nach § 4 Abs 1 S 1 Nr 1 BetrVG vom Hauptbetrieb räumlich weit entfernt, wenn wegen dieser Entfernung eine sachgerechte Vertretung der Arbeitnehmer des Betriebsteils durch den Betriebsrat des Hauptbetriebs nicht erwartet werden kann“
28 km können „räumlich weit“ sein, wenn die Verkehrsverbindungen schlecht, 70 km können nicht „räumlich weit“ sein, wenn die Verkehrsverbindungen gut sind.

„Betriebsteile sind iSd. § 4 Abs. 1 Satz 1 Nr. 1 BetrVG vom Hauptbetrieb räumlich weit entfernt, wenn wegen dieser Entfernung eine ordnungsgemäße Betreuung der Belegschaft des Betriebsteils durch einen beim Hauptbetrieb ansässigen Betriebsrat nicht mehr gewährleistet ist (...). Der Zweck der Regelung des § 4 Abs. 1 Satz 1 Nr. 1 BetrVG besteht darin, den Arbeitnehmern von Betriebsteilen eine effektive Vertretung durch einen eigenen Betriebsrat zu ermöglichen, wenn wegen der räumlichen Trennung des Betriebsteils von dem Hauptbetrieb die persönliche Kontaktaufnahme zwischen einem dortigen Betriebsrat und den Arbeitnehmern im Betriebsteil so erschwert ist, dass der Betriebsrat des Hauptbetriebs die Interessen der Arbeitnehmer nicht mit der nötigen Intensität und Sachkunde wahrnehmen kann und sich die Arbeitnehmer nur unter erschwerten Bedingungen an den Betriebsrat wenden können oder Betriebsratsmitglieder, die in dem Betriebsteil beschäftigt sind, nicht kurzfristig zu Sitzungen im Hauptbetrieb kommen können. Maßgeblich ist also sowohl die leichte Erreichbarkeit des Betriebsrats aus Sicht der Arbeitnehmer wie auch umgekehrt die Erreichbarkeit der Arbeitnehmer für den Betriebsrat. Eine Bestimmung des unbestimmten Rechtsbegriffs allein nach Entfernungskilometern kommt nicht in Betracht. Es ist vielmehr eine Gesamtwürdigung aller Umstände vorzunehmen“

Wichtig ist dabei, dass es nach dem BAG nicht darauf ankommt, dass vor Ort ein "sozialer Gegenspieler", d. h. ein Vorgesetzter mit einer gewissen Entscheidungskompetenz existiert, es reicht ein bloßer Vorgesetzter, der zur Annahme eines "Betriebsteils" berechtigt.

##### Eigenständigkeit durch Aufgabenbereich und Organisation (§ 4 Abs. 1 Satz 1 Nr. 2 BetrVG)
Zu einer eigenen betriebsverfassungsrechtlichen Einheit i. S. v. § 4 Abs. 1 Satz 1 Nr. 2 BetrVG wird ein derartiger Betriebsteil aber nur unter der zusätzlichen Voraussetzung, dass er durch Aufgabenbereich und Organisation eigenständig ist (…). Dazu genügt eine relative Eigenständigkeit.
Einer umfassenden Selbständigkeit bedarf es nicht – ansonsten wäre der Betriebsteil schon ein eigenständiger Betrieb im Sinne des § 1 BetrVG. Das BAG in einer Entscheidung vom 23. November 2016 führt aus:

„Die für einen selbständigen Betriebsteil nach § 4 Abs. 1 Satz 1 Nr. 2 BetrVG erforderliche relative Eigenständigkeit setzt keinen umfassenden eigenen Leitungsapparat voraus, erfordert aber, dass es in dem Betriebsteil eine eigenständige Leitung gibt, die in der Lage ist, die Arbeitgeberfunktionen in den wesentlichen Bereichen der betrieblichen Mitbestimmung wahrzunehmen.“

"... erforderlich ist, dass die Leitung [vor Ort] insbesondere in personellen und sozialen Angelegenheiten wesentliche Entscheidungen selbständig treffen kann".

##### Optionsmöglichkeit der Belegschaft
Nach § 4 Abs. 1 Satz 1 BetrVG gelten Betriebsteile als selbständige Betriebe, wenn sie die Voraussetzungen des § 1 Abs. 1 Satz 1 BetrVG erfüllen und räumlich weit vom Hauptbetrieb entfernt oder durch Aufgabenbereich und Organisation eigenständig sind. Die Arbeitnehmer eines solchen Betriebsteils können mit Stimmenmehrheit formlos beschließen, an der Wahl des Betriebsrats im Hauptbetrieb teilzunehmen, wenn in dem Betriebsteil kein eigener Betriebsrat besteht (§ 4 Abs. 1 Satz 2 Halbs. 1 BetrVG).
„Die Belegschaft eines betriebsratslosen Betriebsteils i. S. d. § 4 Abs. 1 Satz 1 BetrVG hat drei Möglichkeiten über eine kollektivrechtliche Repräsentanz zu befinden: Sie kann betriebsratslos bleiben, weil sie sich weder für die Wahl eines eigenen Betriebsrats noch für eine Zuordnung zum Hauptbetrieb entscheidet; sie kann für den Betriebsteil einen eigenständigen Betriebsrat wählen, der dann nur die Beschäftigten dieses Betriebsteils vertritt, oder die Teilnahme an der Wahl im Hauptbetrieb beschließen. In den ersten beiden Fällen bleibt die Fiktion eines eigenständigen Betriebs erhalten. Entgegen der Auffassung der Rechtsbeschwerde wird die durch § 4 Abs. 1 Satz 1 BetrVG fingierte Eigenständigkeit des Betriebsteils durch den Beschluss über die Teilnahme an der Wahl im Hauptbetrieb aufgehoben. Für ihre Sichtweise, wonach die aus einer gemeinsamen Wahl hervorgegangene Arbeitnehmervertretung das Betriebsratsamt nicht nur für den Hauptbetrieb, sondern auch in einer Doppelfunktion zugleich für den betriebsverfassungsrechtlich weiterhin als eigenständig geltenden Betriebsteil wahrnimmt, bietet das Gesetz keine Anhaltspunkte. Vielmehr ist ein betriebsratsloser Betriebsteil i. S. d. § 4 Abs. 1 Satz 1 BetrVG dem Hauptbetrieb zuzuordnen, wenn sich die Belegschaft des Betriebsteils für die Teilnahme an der Betriebsratswahl im Hauptbetrieb entscheidet und an dieser teilnimmt. Hierfür sprechen das systematische Normverständnis der Vorschriften über die Errichtung von Betriebsräten im Betriebsverfassungsgesetz sowie die Entstehungsgeschichte des § 4 Abs. 1 Satz 2 BetrVG“.

#### Mehrere qualifizierte Betriebsteile als einheitlicher Betriebsteil
Betriebsteile i. S. d. § 4 Abs. 1 Satz 1 BetrVG sind je selbständige betriebliche Organisationseinheiten, wenn sie nicht eine gemeinsame Leitungsstruktur bilden.
Es ist aber möglich, dass selbständige Betriebsteile i. S. d. § 4 Abs. 1 Satz 1 BetrVG einen einheitlichen Betriebsteil bilden. Voraussetzung dafür ist, dass sie „eine gemeinsame Leitungsstruktur“ haben.
Organisatorisch abgegrenzte, vom Hauptbetrieb weit entfernte Teile eines Betriebs können bei räumlicher Nähe einen einheitlichen Betriebsteil bilden, zu dem nur ein Betrieb zu wählen ist. Dies setzt voraus, dass der Betriebsteil einem anderen räumlich nahegelegenen Betriebsteil organisatorisch untergeordnet ist und von ihm geführt wird.
Dies beurteilt das BAG entsprechend den Grundsätzen der Feststellung eines gemeinsamen Betriebes: Es kommt wie dort „wesentlich auf die institutionelle Einheitlichkeit der Leitungsmacht an; ohne eine institutionalisierte einheitliche Leitungsmacht ist die Annahme, es liege ein gemeinsamer Betrieb vor, rechtlich nicht möglich (…). Allerdings ist nicht erforderlich, daß die Leitungsmacht den vollen Umfang oder den Kern der Arbeitgeberfunktionen im sozialen oder personellen Bereich umfaßt, d. h., sie sich wesentlich auf die Funktionen des Arbeitgebers in den sozialen (vgl. §§ 87 ff. BetrVG) und personellen (vgl. §§ 92 ff. BetrVG) Angelegenheiten des Betriebsverfassungsgesetzes erstreckt.“
- Eine räumliche Nähe i. S. v. § 4 Abs. 1 Satz 1 BetrVG selbständiger Betriebsteile begründet für sich genommen noch keinen einheitlichen Betriebsteil.[27]
- Die Identität der Leitungsperson zweier Betriebe begründet für sich genommen noch keinen gemeinsamen Betrieb: entsprechend eine gemeinsame Leitungsperson in Betriebsteilen auch keinen einheitlichen Betriebsteil.[28] So kann der Leiter zweier Kinderhorte in einer Stadt diese voneinander getrennt leiten.[29]

#### Kleinstbetriebe i. S. d. § 4 Abs. 2 BetrVG

##### Anwendungsbereich
Nach § 4 Abs. 2 BetrVG „werden selbständige Betriebe, in denen mangels Betriebsratsfähigkeit kein eigener Betriebsrat gewählt werden kann, dem Hauptbetrieb zugeordnet.“ § 4 Abs. 2 BetrVG „regelt … nicht die betriebsverfassungsrechtliche Zuordnung von Betriebsteilen, sondern die Zuordnung selbständiger Betriebe, in denen mangels Betriebsratsfähigkeit kein eigener Betriebsrat gewählt werden kann.“.

##### Hauptbetrieb i. S. d. § 4 Abs. 2 BetrVG
Mitunter bereitet es Schwierigkeiten zu bestimmen, welche Betriebseinheit „Hauptbetrieb“ i. S. d. § 4 Abs. 2 BetrVG ist.
Nach dem BAG gilt dann, wenn „der Arbeitgeber neben dem nicht betriebsratsfähigen Betrieb mehrere weitere Betriebe [unterhält] und … die Leitung des nicht betriebsratsfähigen Betriebs in personellen und sozialen Angelegenheiten von der Leitung eines der anderen Betriebe beratend unterstützt [wird], … [dass] dieser Betrieb Hauptbetrieb i. S. v. § 4 Abs. 2 BetrVG [ist].“ „Auf die räumliche Entfernung des so bestimmten Betriebes von dem nicht betriebsratsfähigen Betrieb kommt es dabei grundsätzlich nicht an, es sei denn, dass sie so erheblich ist, dass von dessen Betriebsrat die Mitbestimmungsrechte für den nicht betriebsratsfähigen Betrieb nicht mehr sinnvoll ausgeübt werden können. Demgegenüber können die räumliche Entfernung und reine Zweckmäßigkeitserwägungen keine andere Zuordnung rechtfertigen.“

#### Kollektivvertragliche Abweichung (§ 3 TVG)
Unter den Voraussetzungen des § 3 TVG kann von der gesetzlichen Zuständigkeitsordnung der §§ 1, 4 BetrVG abgewichen werden. Im Regelfall durch einen Zuordnungstarifvertrag. „Durch Tarifvertrag können unter den gesetzlich normierten Voraussetzungen unternehmenseinheitliche oder betriebsübergreifende Betriebsräte (Nr. 1 Buchst. a und Buchst. b), Spartenbetriebsräte (Nr. 2) oder andere Arbeitnehmervertretungsstrukturen (Nr. 3) bestimmt werden. Die vereinbarten Tarifnormen gelten auch für die Arbeitnehmer, die nicht Mitglieder der abschließenden Gewerkschaft sind. Nach § 1 Abs. 1, § 3 Abs. 2 TVG ist für die unmittelbare und zwingende Wirkung von betriebsverfassungsrechtlichen Tarifnormen die Tarifbindung des Arbeitgebers ausreichend. Die betriebsverfassungsrechtlichen Tarifnormen treten in ihrem Geltungsbereich aber nur dann an die Stelle der im Betriebsverfassungsgesetz enthaltenen organisatorischen Bestimmungen, wenn sie den Anforderungen des § 3 Abs. 1 Nr. 1 bis Nr. 3 BetrVG genügen. Dies unterliegt der Kontrolle durch die Gerichte für Arbeitssachen, die bei der Auslegung und der Anwendung der Vorschrift verwandten unbestimmten Rechtsbegriffe die verfassungsrechtlichen Vorgaben für die Delegation staatlicher Normsetzungsbefugnis an die Tarifvertragsparteien ebenso berücksichtigen müssen, wie die sich aus der Betriebsverfassung ergebenden Grundsätze für die Bildung demokratisch legitimierter Arbeitnehmervertretungen“.

## Prozessuales

### Feststellungsverfahren nach § 18 Abs. 2 BetrVG
Ist die Zuständigkeitsordnung streitig, kann gemäß § 18 Abs. 2 BetrVG in einem Feststellungsverfahren im Rahmen eines Beschlussverfahren vor den Gerichten für Arbeitssachen geklärt wird. Häufig wird der Betriebsbegriff erst im Zusammenhang mit einer Betriebsratswahl streitig. Ein Wahlanfechtungsverfahren nach § 19 BetrVG schließt aber ein Zuordnungsverfahren nach § 18 Abs. 2 BetrVG nicht aus.
„Nach § 18 Abs. 2 BetrVG kann bei Zweifeln darüber, ob eine betriebsratsfähige Organisationseinheit vorliegt, u. a. jeder beteiligte Arbeitgeber eine Entscheidung des Arbeitsgerichts beantragen. Die Vorschrift findet auch Anwendung, wenn es um die Klärung der Frage geht, ob mehrere Unternehmen einen gemeinsamen Betrieb führen. Die Entscheidung des Arbeitsgerichts kann außerhalb und ohne Zusammenhang mit einer Betriebsratswahl herbeigeführt werden. Gegenstand und Ziel des Verfahrens nach § 18 Abs. 2 BetrVG bestehen nicht nur darin, Streitigkeiten über die Zuständigkeit eines gewählten oder noch zu wählenden Betriebsrats oder Meinungsverschiedenheiten über den Umfang von Mitwirkungs- und Mitbestimmungsrechten des Betriebsrats, die zum Teil von der Anzahl der in dem Betrieb beschäftigten Arbeitnehmer abhängen, zu entscheiden. Das Verfahren nach § 18 Abs. 2 BetrVG dient auch dazu, die Voraussetzungen für eine (künftige) ordnungsgemäße Betriebsratswahl zu schaffen. Die gerichtliche Entscheidung in einem Verfahren nach § 18 Abs. 2 BetrVG klärt daher eine für die gesamte Betriebsverfassung grundsätzliche Vorfrage, indem sie für den Zeitpunkt der letzten mündlichen Anhörung in der Tatsacheninstanz verbindlich festlegt, welche Organisationseinheit als der Betrieb anzusehen ist, in dem ein Betriebsrat gewählt wird und in dem er seine Beteiligungsrechte wahrnehmen kann (…). Für die Zulässigkeit eines Antrags nach § 18 Abs. 2 BetrVG kommt es daher nicht darauf an, in welchen betrieblichen Organisationseinheiten bereits Betriebsräte gewählt sind. Damit ist die betriebsverfassungsrechtliche Situation allenfalls für die laufende Amtszeit der Betriebsräte geklärt. Für künftige Betriebsratswahlen besteht nach wie vor ein Interesse an der Feststellung, in welcher Organisationseinheit ein Betriebsrat zu wählen ist“.

### Wahlanfechtung nach § 19 BetrVG
Die Verkennung des Betriebsbegriffs kann in einem Wahlanfechtungsverfahren nach Maßgabe des § 19 BetrVG innerhalb einer Ausschlussfrist von zwei Wochen beim Arbeitsgericht als Eingangsinstanz angefochten werden. Die Verkennung des Betriebsbegriffs ist in aller Regel kein Nichtigkeitsgrund. Wird die Wahl nicht angefochten, so gilt die anfechtbare, aber nicht angefochtene Wahl als wirksam. Während seiner Amtszeit ist der Betriebsrat dann für den Betriebsbereich zuständig, der ihn gewählt hat, wenn auch möglicherweise falsch.

### Feststellung der Nichtigkeit der Wahl?
Die Verkennung des Betriebsbegriffs, d. h. seiner konkreten Anwendung, führt fast nie zu einer Nichtigkeit. Etwas Anderes kann allenfalls gelten, wenn eine rechtskräftige gerichtliche Klärung der Zuständigkeitsbereiche in einem Verfahren nach § 18 Abs. 2 BetrVG erfolgt ist und offensichtlich die Rechtskraft auch die Verhältnisse zum Zeitpunkt der Wahl erfasst – d. h., keine wesentlichen Änderungen eingetreten sind.
Die Nichtigkeit einer Betriebsratswahl kann bei einem Rechtsschutzinteresse „von jedem“ (Arbeitnehmer) unter Umständen auch als Vorfrage in einem Urteilsverfahren geltend gemacht werden.

## Leitentscheidungen
- zu § 4 Abs. 1 Satz 1 Nr. 1 ("räumlich weit vom Hauptbetrieb entfernt "): BAG vom 17.05.2017 - 7 ABR 21/15 = NZA 2017, 1282
- zu § 18 Abs. 2 BetrVG (Feststellungsverfahren): BAG vom 23.11.2016 - 7 ABR 3/15 = NZA 2017, 1003 = AP Nr. 65 zu § 19 BetrVG 1972 = EzA § 1 BetrVG 2001 Nr. 11